# Swamp buggy

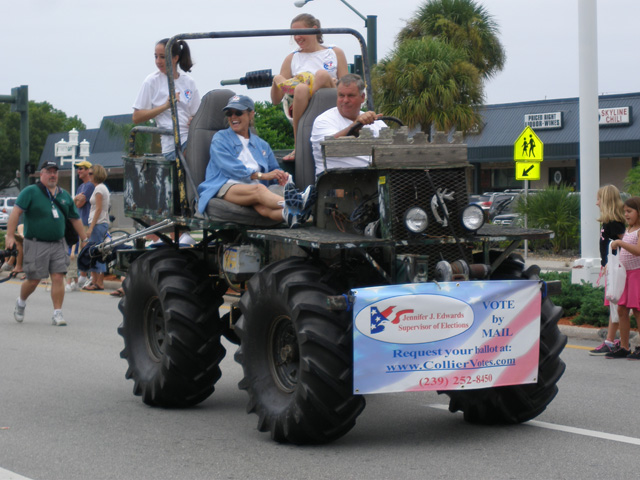
Swamp buggy.

Un swamp buggy (« buggy des marais ») est un véhicule à moteur utilisé pour traverser les terrains marécageux et originaire du Sud des États-Unis et plus précisément de Floride.
Il s'agit généralement de véhicules modifiés ou fabriqués spécialement pour conduite sur le terrain accidenté des marais : se déplacer sur la terre ferme, la boue, la vase ou encore le sable.
Diverses courses de swamp buggy existent dans le Sud des États-Unis.